# 福州地下鉄6号線
福州地下鉄6号線（ふくしゅうちかてつ6ごうせん、中文表記: 福州地铁6号线、英文表記: Fuzhou Metro Line 6）は、中華人民共和国福建省福州市倉山区の潘墩駅から長楽区の万寿駅までを結ぶ福州地下鉄路線である 。ラインカラーは■紺色（中文表記: 海丝蓝）。

## 駅一覧
- 駅名欄の背景色が■で、駅名が斜体字で表示されている駅は未開業の駅であることを表す。

| 駅名                                    | 駅名              | 駅名                                         | 駅間 キロ (km) | 累計 キロ (km) | 接続路線・備考 | 所在地        | 所在地 |
| 日本語                                  | 簡体字中国語      | 英語                                         | 駅間 キロ (km) | 累計 キロ (km) | 接続路線・備考 | 所在地        | 所在地 |
| --------------------------------------- | ----------------- | -------------------------------------------- | -------------- | -------------- | -------------- | ------------- | ------ |
| 本線（営業中、開通見合わせの2駅を含む） |                   |                                              |                |                |                |               |        |
| 潘墩駅                                  | 潘墩站            | Pandun                                       | N/A            | N/A            |                | 福建省 福州市 | 倉山区 |
| 林浦駅                                  | 林浦站            | Linpu                                        | 0.682          |                |                | 福建省 福州市 | 倉山区 |
| 樟嵐駅                                  | 樟岚站            | Zhanglan                                     | 2.390          |                |                | 福建省 福州市 | 倉山区 |
| 梁厝駅                                  | 梁厝站            | Liangcuo                                     | 2.524          |                |                | 福建省 福州市 | 倉山区 |
| 下洋駅                                  | 下洋站            | Xiayang                                      | 0.628          |                |                | 福建省 福州市 | 倉山区 |
| 営前駅                                  | 营前站            | Yingqian                                     | 6.427          |                |                | 福建省 福州市 | 長楽区 |
| 航城駅                                  | 航城站            | Hangcheng                                    | 2.166          |                |                | 福建省 福州市 | 長楽区 |
| 鄭和駅                                  | 郑和站            | Zhenghe                                      | 1.338          |                |                | 福建省 福州市 | 長楽区 |
| 十洋駅                                  | 十洋站            | Shiyang                                      | 0.842          |                |                | 福建省 福州市 | 長楽区 |
| 呉航駅                                  | 吴航站            | Wuhang                                       | 1.421          |                |                | 福建省 福州市 | 長楽区 |
| 鶴上駅                                  | 鹤上站            | Heshang                                      | 0.96           |                |                | 福建省 福州市 | 長楽区 |
| 沙京駅                                  | 沙京站            | Shajing                                      | 2.08           |                |                | 福建省 福州市 | 長楽区 |
| 蓮華駅                                  | 莲花站            | Lianhua                                      | 2.283          |                |                | 福建省 福州市 | 長楽区 |
| 下呉駅                                  | 下吴站            | Xiawu                                        | 1.334          |                |                | 福建省 福州市 | 長楽区 |
| 壺井駅                                  | 壶井站            | Hujing                                       | 0.920          |                |                | 福建省 福州市 | 長楽区 |
| 万寿駅                                  | 万寿站            | Wanshou                                      | 1.367          |                |                | 福建省 福州市 | 長楽区 |
| 二期東調段（建設中）                    |                   |                                              |                |                |                |               |        |
| 万沙・浜海三中駅                        | 万沙·滨海三中站   | Wansha/Fuzhou No.3 High School Binhai Campus | 0.923          |                |                | 福建省 福州市 | 長楽区 |
| 浜海中央商務区駅                        | 滨海中央商务区站  | Binhai Central Business District             | 1.466          |                |                | 福建省 福州市 | 長楽区 |
| 沙尾駅                                  | 沙尾站            | Shawei                                       | 0.677          |                |                | 福建省 福州市 | 長楽区 |
| 文武砂・国際学校駅                      | 文武砂·国际学校站 | Wenwusha/International School                | 0.780          |                |                | 福建省 福州市 | 長楽区 |
| 十八孔閘駅                              | 十八孔闸站        | Shibakongzha                                 | 1.765          |                |                | 福建省 福州市 | 長楽区 |

## 事記

### 万寿駅~機場駅段をキャンセルする
中国国家発展改革委員会が承認した「福州市都市軌道交通第2期建設計画」によると、6号線は会展中心駅から機場駅までの40.5キロメートルの路線で、20の駅が設置され、投資額は277.16億元。建設期間は2015 ~ 2019年を予定している。しかしその後、国家発展改革委員会が2020年7月8日に発表した「福州市都市軌道交通第2期建設計画案の調整に関する国家発展改革委員会の裁可」という文書によると、6号線工事の万寿駅から機場駅までの区間は、万寿駅から浜海新区CBD駅を経て国際学校駅に到着するよう調整されている。その後、6号線は空港まで直通できなくなり、6号線二期東調区間が完成した後、浜海中央商務区駅で浜海快線に乗り換えて福州長楽国際空港に向かう。

### 列車の編成を縮小する
福州地下鉄6号線の列車編成はB型車6両編成からB型車4両編成に変更された。6号線は当初の工事と認可の中で、いずれも6両編成のB型車両によって計画設計され建設された。ルート調整と土地開発の影響で、6号線の長楽エリアの通行量は限られているため、「6改4」の縮小案が采用されている。

### 1期の2駅は開通を見合わせている
6号線一期の蓮華駅、壺井駅周辺はまだ開発・建設されておらず、乗客の流れが相対的に小さいため、地下鉄開通初期に開業する予定で、後続駅の開通時期は周辺の乗客の流れによって適宜調整する。